# Vera Wang

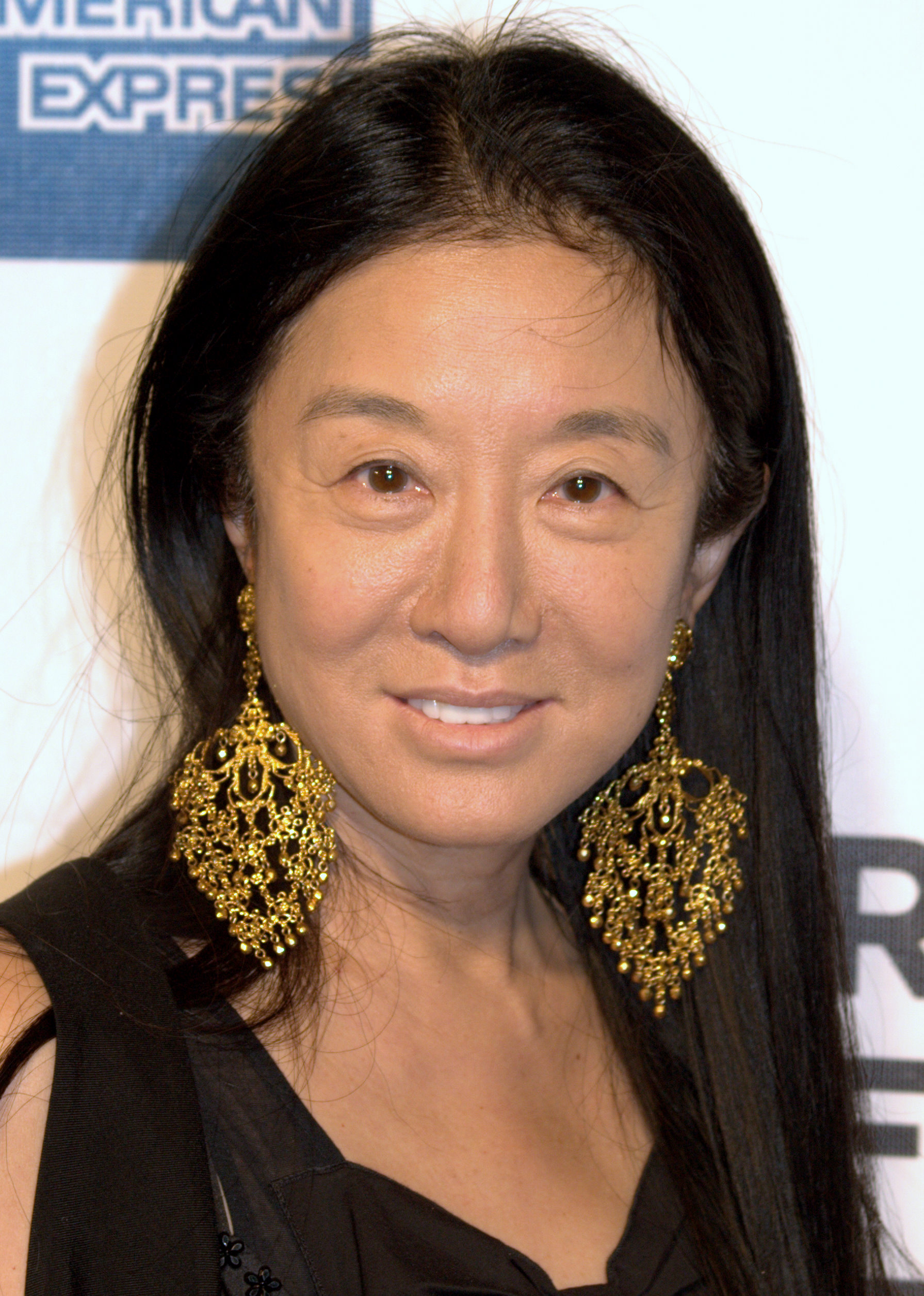
Vera Wang (2009)

Vera Wang (* 27. Juni 1949 in New York City) ist eine US-amerikanische Modedesignerin chinesischer Abstammung. Sie ist bekannt für ihre extravaganten Kleidungsstücke, insbesondere aber für ihre Hochzeitskleider.

## Leben
Wang besuchte The Chapin School in Manhattan und studierte anschließend am Sarah Lawrence College und an der Sorbonne in Paris. Das Sarah Lawrence College schloss sie mit einem Diplom in Kunstgeschichte ab. Wang begann als Kind mit dem Eislaufen und nahm 1968 an den US-amerikanischen Meisterschaften im Eiskunstlauf teil. Nachdem sie es nicht geschafft hatte, sich für das Olympiateam zu qualifizieren, wechselte Wang in die Modeindustrie. Sie arbeitete 16 Jahre lang bei der Modezeitschrift Vogue und wechselte 1985 für zwei Jahre zur Polo Ralph Lauren Corporation. Dort arbeitete Wang als Design Director.
1990 eröffnete sie ihr eigenes Modestudio im Carlyle Hotel in New York City. Sie entwarf neben Hochzeitskleidern auch Kostüme für den Eiskunstlauf. Unter anderem gestaltete sie für Nancy Kerrigan, Michelle Kwan, Evan Lysacek und Nathan Chen ihre Kostüme für die Olympischen Spiele.
Wang entwarf die Hochzeitskleider unter anderem für Mariah Carey, Jennifer Lopez, Victoria Beckham, Sharon Stone, Heidi Klum, Holly Hunter und Chelsea Clinton.
2001 wurde ihr Buch Vera Wang on weddings bei Harper Collins in New York veröffentlicht. Im Juni 2005 gewann sie den von der Council of the Fashion Designers of America verliehenen Titel Womenswear Designer of the Year. Am 27. Mai 2006 wurde Wang mit dem André Leon Talley Lifetime Achievement Award des Savannah College of Art and Design ausgezeichnet.
Neben ihrer Modelinie entwirft Wang auch Nachtwäsche, Brillen, Parfüm und Schuhe.
Wang war von 1989 bis 2012 verheiratet und hat zwei Töchter.
Wang hat einen Gastauftritt in der Serie "Gossip Girl" (Staffel 5, Episode 11). 2006 außerdem in der Serie Ugly Betty.
2023 wurde ihr die National Medal of Arts für das Jahr 2021 verliehen.